# Лаквьеты
Лаквьеты (вьет. Lạc Việt, тьы-ном 雒越 или 駱越 или 貉越) — древний вьетский народ, населявший равнинные земли на севере современного Вьетнама, в частности, болотистые плодородные земли в дельте Красной реки. 

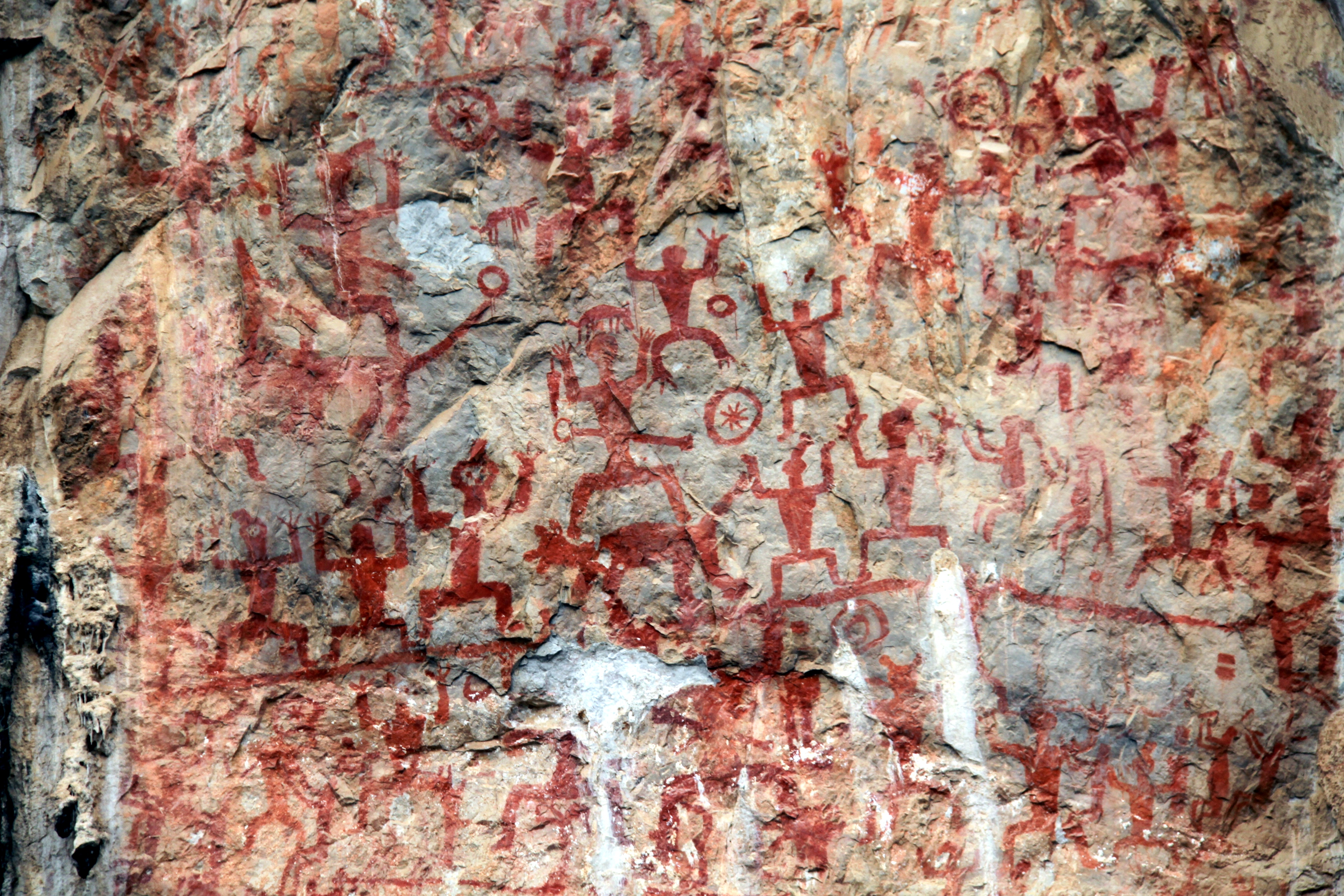
Деталь наскального рисунка, выполненного лаквьетами.

Лаквьеты входили в число ста древних юэских племён, были носителями Донгшонской культуры Бронзового века. Общий ареал проживания, вероятно, был более обширен и простирался от южной части современного Гуандуна на северо-востоке до Гуанси-Чжуанского автономного района на северо-западе, так как лаквьеты и аувьеты, по некоторым данным, являются предками китайского народа чжуанов.
Согласно вьетнамским легендам, лаквьеты вышли из окрестностей озера Дунтинху. Старейшие источники, содержащие информацию о лаквьетах, — Записи о [землях] за пределами Цзяочжоу (Giao Châu Ngoại Vực Ký, 交州外域记, Зяотяу нгоай вык ки) IV века и Тхюи кинь тю (Thủy Kinh Chú) VI века. В них говорится о том, что лаквьеты возделывали землю Зяоти, работали с бронзой, носили зелёные одежды.
Лаквьеты основали государство Ванланг в 3-м тысячелетии до н. э. (по другим данным — в VII в. до н. э.). Правители Ванланга основали династию Хонг-банг.
Лаквьеты торговали с горными племенами аувьетов до 258—257 года до н. э., когда правитель Аувьета Тхук Фан (Thục Phán, 蜀泮) завоевал Ванланг и объединил его с Аувьетом, назвав страну Аулак, по названиям входящих в неё племён.